# Роза для Эмили
«Роза для Эмили» (англ. A Rose for Emily) — рассказ американского писателя Уильяма Фолкнера, впервые опубликованный в выпуске «Forum» от 30 апреля 1930 года. Действие рассказа происходит в городе Джефферсон, Миссисипи, вымышленного Фолкнером округа Йокнапатофа. Это был первый рассказ Фолкнера, опубликованный в национальном журнале.

## Название
По словам Фолкнера, «название рассказа аллегорично; перед нами — трагедия женщины, непоправимая трагедия, последствия которой изменить нельзя; но мне жалко эту женщину, и названием рассказа я как бы приветствую её, подобно тому как отдают честь рукой; женщинам в таких случаях преподносят розу, за мужчин поднимают чашечку сакэ».

## Сюжет
Рассказ начинается с краткого сообщения о похоронах Эмили Грирсон, южной старой девы преклонных лет, за которым следуют воспоминания рассказчика о несовременном и всё более безумном поведении Эмили на протяжении долгого времени. Эмили происходила из семьи довоенных южных аристократов; после Гражданской войны для Грирсонов настали тяжелые времена. Она и её отец, последние двое из клана, как будто продолжали жить в прошлом. Ни один из них не согласился бы на брак Эмили с человеком ниже их по социальному статусу. Когда Эмили было около тридцати, её отец умер. Она отказывалась принимать, что он мёртв, в течение трёх дней; общество списало такое поведение на проявление скорби.
Смирившись со смертью отца, Эмили несколько ожила. Она сблизилась с Гомером Бэрроном, рабочим-северянином, который прибыл в город как подрядчик для прокладки тротуаров. Эта связь удивила общество Джефферсона: такой брак был бы далёк от обычных стандартов семьи Грирсонов, к тому же сам Гомер хвастался, что он «убеждённый холостяк». Горожане обратились к алабамским кузинам Эмили; они были её самыми близкими родственниками, но Эмили и её отец не ладили с ними. Кузины откликнулись на письмо и прибыли в Джефферсон, но вскоре приобрели ещё худшую репутацию, чем у самой Эмили. В это же время Эмили купила в аптеке мышьяк, отказавшись объяснять, зачем он ей нужен; соседи пришли к выводу, что она собралась отравиться. Тем не менее, её отношения с Гомером как будто получили новое развитие, и в городе стали говорить о грядущей свадьбе. Гомер на время уехал из города, предположительно, чтобы дать Эмили возможность избавиться от кузин, и вернулся спустя три дня после их отъезда. Соседка заметила, как он вошёл на закате в дом Грирсонов; больше, однако, его никто не видел.
Несмотря на изменения в своём социальном статусе, Эмили продолжала вести себя так же высокомерно, как и до смерти отца.
Её репутация была такова, что городской совет нашёл невозможным написать ей об исходящем от её дома неприятном запахе. Вместо этого мужчины под покровом темноты рассыпали вокруг дома извёстку, и через некоторое время запах прекратился. Мэр города, полковник Сарторис, в качестве акта благотворительности освободил её от налогов, хотя ему пришлось выдумать историю, что таким образом он выплачивает долг её отца городу, чтобы не задеть гордость Эмили. Годы спустя, когда власть перешла к следующему поколению, Эмили настояла на этой неофициальной договорённости, решительно отсылая обратно все налоговые ведомости. Эмили стала затворницей: она никогда не выходила из дома и очень редко принимала кого-то у себя, все покупки совершал за неё чернокожий слуга. Горожане стали воспринимать её как «наследственное обязательство», общий долг и заботу.
Похороны стали значительным событием в городе; всем было любопытно заглянуть внутрь дома Эмили, где никто из посторонних не был много лет. После церемонии, на которую явился весь Джефферсон, группа горожан вошла в дом. Дверь в спальню наверху была заперта; её выбили, чтобы посмотреть, что было скрыто за ней столько времени. Внутри, помимо вещей, купленных Эмили к свадьбе, они нашли разложившийся труп Гомера Бэррона на кровати; на соседней подушке был отпечаток головы и прядь седых волос Эмили.

## Адаптации
- «A Rose for Emily» — короткометражная экранизация 1983 года с Анжеликой Хьюстон.[2]
- Песня The Zombies «A Rose for Emily» основана на сюжете рассказа.[3]
- Песня My Chemical Romance «To the End» также основана на теме «Розы для Эмили».
- Рок-группа The August Name названа по строке из рассказа.